# 半數中毒量
半數中毒量（median toxic dose，TD50）為毒理學名詞，是指一藥物或是毒素造成50%比例中毒的劑量。不過若要數值有意義或是可以用在實際應用上，需說明其中毒的種類。半數中毒量的劑量一般會比半數有效量 （ED50）要大，但是比半數致死量（LD50）要小。不過有些高效價的毒素（像是及洛芬太尼及肉毒桿菌毒素等）其半數中毒量和半數有效量（ED50）差異不大，一般會定義為相同。既然中毒不一定會致命，因此半數中毒量會遠低於半數致死量，半數致死量也可以視為是半數中毒量的上限。若根據研究，某一毒素的結果不會致命，就會用半數中毒量定義其這類的毒性。毒性反應有不同的定義，而且有些藥物在治療時有毒性（如化療），會造成半數中毒量和半數有效量（ED50）的混淆。毒性反應的結果一般包括癌症、失明、貧血、生育缺陷等。